# Янівка (річка)
Янівка, Лавра  — річка в Україні, у межах Шосткинського району Сумської області. Ліва притока Свіси (басейн Дніпра).

## Опис
Довжина 13 км, похил річки — 2,4 м/км. Площа басейну 71,7 км². Янівка бере початок на південь від с. Первомайське. Тече на північ. Впадає до Свіси на північ від села Зорине. 
На річці розташовані села: Первомайське, Масензівка, Нарбутівка, Зорине.